# Tim Krabbé
Hans Maarten Timotheus (Tim) Krabbé (Amsterdam, 13 april 1943) is een Nederlands schrijver, schaker en wielrenner. Naast romans schreef hij verschillende boeken over zijn twee grootste passies: schaken en wielrennen.

## Biografie

### Familieleden en opleiding
Krabbé stamt uit een creatieve familie. Zijn grootvader Hendrik Maarten Krabbé en vader Maarten Krabbé waren bekende kunstschilders; zijn moeder, Margreet Reiss (1914-2002), was schrijfster van proza en ondertiteling van buitenlandse bioscoopfilms; zijn broer Jeroen Krabbé is acteur, regisseur en kunstschilder en zijn halfbroer Mirko Krabbé is multimediakunstenaar en ontwerper. Zijn neef Martijn Krabbé (zoon van Jeroen) is radio- en televisiepresentator. Zijn neef Jasper Krabbé (eveneens zoon van Jeroen) is beeldend kunstenaar. 
in 1960 voltooide Tim Krabbé de HBS-B aan het Spinoza Lyceum in Amsterdam en studeerde enige tijd psychologie aan de Universiteit van Amsterdam. Krabbé is gehuwd geweest met Liz Snoijink, met wie hij een zoon heeft. Naast schrijven en schaken heeft hij wat geacteerd (onder andere in het satirische VARA-televisieprogramma Hadimassa).
Citaat: 'Iedereen heeft een leeftijd die hij zijn hele leven is. Toen we het daar in gezelschap eens over hadden, riep iemand tegen mij: "Jij bent dertien." Ik vond dat een ongelooflijk compliment. In m’n hart ben ik ook hoogstens dertien; dat moet wel duidelijk maken wat ik van m'n eigen karakter vind.' (HP/De Tijd, 15-2-1991).
Vanuit zijn schaak- en wielrenachtergrond bediende hij zich in zijn romans bij gelegenheid van uitdrukkingen en metaforen die verband hielden met deze hem vertrouwde sporten. Zo luidt bijvoorbeeld de slotzin van zijn roman Vertraging, die in het geheel niet over schaken gaat, in schaaktermen over een van de personages, de Vlaamse Moniek Ilegems (sinds haar huwelijk met een Australiër genaamd Monica George): ¨Ze had een zet gedaan in een spel dat ze nog niet kon overzien, maar iets zei haar: een beslissende.¨

### Schrijver
Krabbé was aanvankelijk vooral actief als journalist (onder andere voor Vrij Nederland). Na enige inspanningen werd 'H.M.T.K.' redacteur van het studentenweekblad Propria Cures, waarvan hij ook al gastredacteur was geweest en waarin hij gedichten publiceerde onder het pseudoniem Rabbé. Al snel werd hij schrijver van beroep. Sinds 1967 leeft hij van de pen. In dat jaar debuteerde hij met De werkelijke moord op Kitty Duisenberg. Het boek is nooit herdrukt.
In januari 1977 stapte hij op bij opinieweekblad De Tijd, nadat een column van hem over minister van justitie Dries van Agt en diens beleid inzake de filmkeuring geweigerd was. In de column schreef hij onder meer: "Van Agt is een manke kraanvogel op zijn eerste dansles".

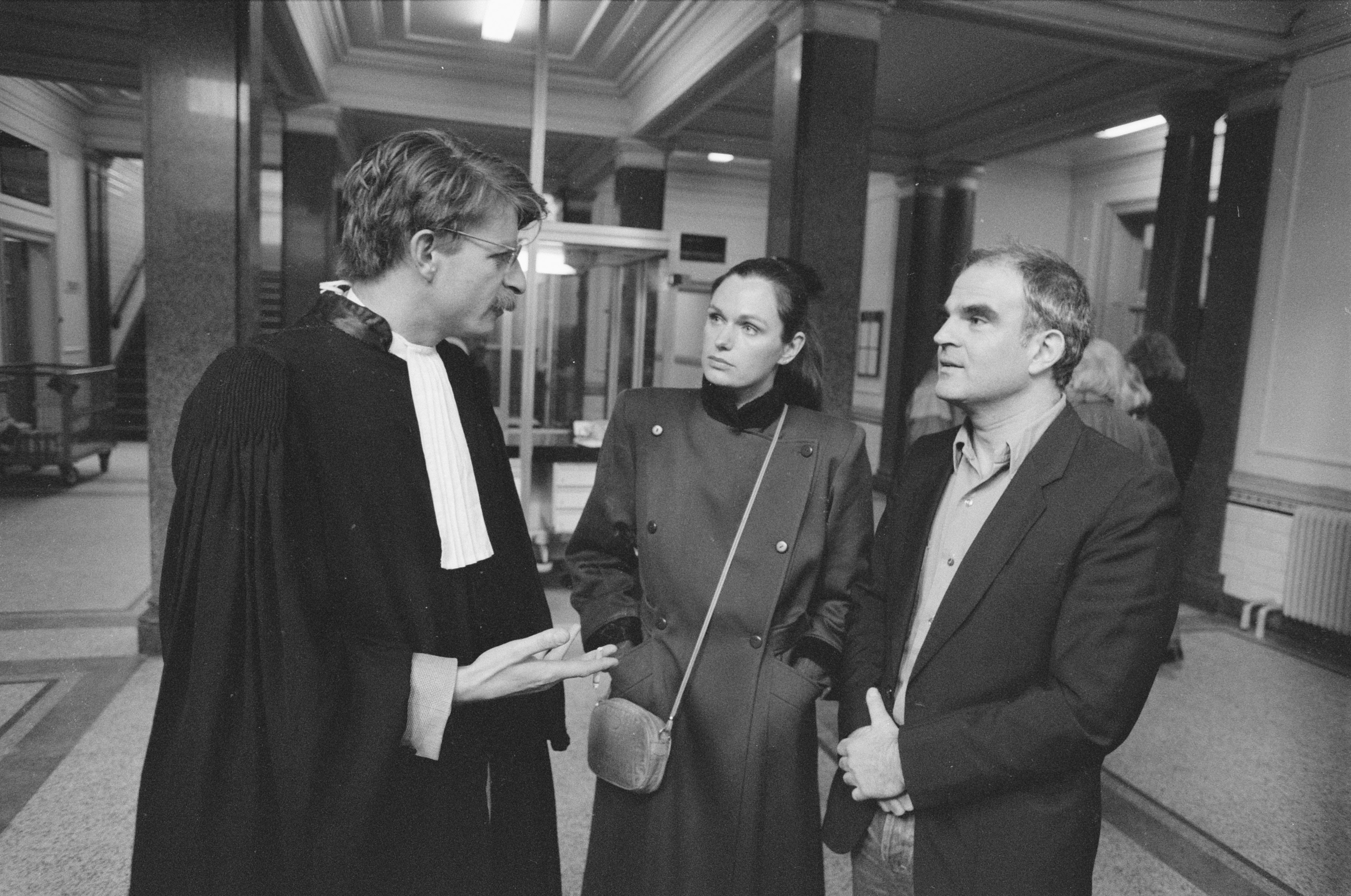
Krabbé (rechts) met actrice Liz Snoijink (midden) in 1988

Krabbé liet zich voor zijn literaire werk inspireren door Willem Frederik Hermans. In meerdere boeken komt de semi-journalistieke stijl van de nieuw-realisten terug. Anderzijds kan een deel van Krabbé's werk ook neoromantisch genoemd worden. Een voorbeeld hiervan is Kathy’s dochter.
Zijn romans zijn in zestien talen vertaald. In totaal schreef hij 28 boeken. Vier boeken zijn verfilmd. Zijn grootste succes is Het gouden ei, dat gaat over de zoektocht van een man naar het lot van zijn vriendin als die spoorloos verdwijnt bij een Frans benzinestation. De verfilming door George Sluizer onder de titel Spoorloos won in 1988 het Gouden Kalf voor de beste Nederlandse film. De film wordt nog steeds vertoond in Amerika. In 1993 werd daar een remake gemaakt onder de titel The Vanishing.
De grot werd in 2001 verfilmd door Martin Koolhoven, die daarmee een Gouden Kalf won. Voor beide films schreef Krabbé zelf het scenario. Met zijn roman Vertraging won hij in 1995 de Gouden Strop. Toch wil Krabbé niet als misdaadauteur worden beschouwd. Bij de aanvaarding van de prijs maakte de schrijver duidelijk dat hij niets met misdaadromans te maken heeft of wil hebben, dat Vertraging geen misdaadboek is en dat hij de prijs alleen aanvaardde vanwege de spanning die het boek oproept.
Krabbé's genres zijn: poëzie, roman, novelle, korte verhaal, column, essay en biografie. Krabbé is de auteur van het 74ste Boekenweekgeschenk, Een Tafel vol Vlinders, dat in de Boekenweek van 2009 verscheen.
In november 2019 verscheen Vrienden, een kroniek, een lijvig non-fictie true-crime-boek (800 pagina's) over Ferdi Elsas, de in 2009 overleden werkloze ingenieur uit Landsmeer, die in 1988 werd veroordeeld wegens de ontvoering en moord op Gerrit Jan Heijn en die hij na zijn veroordeling veertien jaar lang bezocht tijdens zijn gevangenisstraf in de Bijlmerbajes, de gevangenis in Scheveningen, de TBS-kliniek Van Mesdag in Groningen en in Veenhuizen. Naar eigen zeggen bezocht hij hem 142 keer. Bovendien sloot Krabbé een innige vriendschap met Els Hupkes, de vrouw van de ontvoerder – ze kregen zelfs een verhouding.

### Schaken
Van 1967 tot 1972 behoorde hij tot de beste twintig schakers van Nederland. Krabbé won onder meer de 30e editie van het Daniël Noteboom-toernooi in Leiden, in 1970. Hij heeft een aantal schaakproblemen geanalyseerd en studies daarover gepubliceerd.

### Wielrennen
Krabbé had enige bekendheid als wielrenner. In de jaren zeventig reed hij wielerwedstrijden als amateur, zowel in Nederland als in Frankrijk. Hij was lid van de Weesper wielerclub GGMC. Hij werd geen toprenner, maar het leverde hem wel stof op voor verhalen en voor de roman De renner en voor zijn Wielerverhalen.

## Prijzen
- 1970 - Eervolle vermelding van de jury van de Reina Prinsen Geerligsprijs voor Flanagan, of het einde van het beest
- 1988 - Gouden Kalf voor de verfilming van Het gouden ei
- 1993 - Diepzee-prijs voor Het gouden ei
- 1995 - De Gouden Strop voor Vertraging
- 2001 - Gouden Kalf voor Martin Koolhoven voor de regie van De grot

## Bibliografie

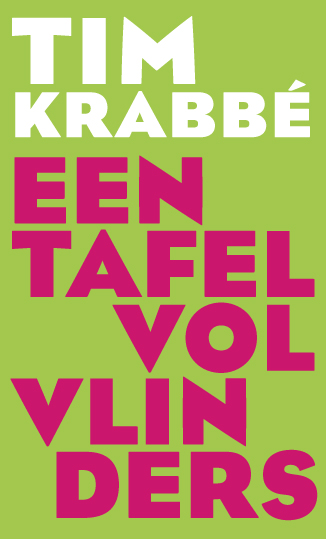
Een tafel vol vlinders

## Verfilmingen
- Flanagan (Adriaan Ditvoorst, 1975)
- De paardentekenaar (Thijs Chanowski, 1983; korte film naar het gelijknamige verhaal)
- Red Desert Penitentiary (George Sluizer, 1984; naar het gelijknamige boek)
- Spoorloos (George Sluizer, Nederland, 1988, naar Het gouden ei)
- The Vanishing (George Sluizer, Amerika, 1993, naar Het gouden ei)
- De grot (Martin Koolhoven, 2001, naar De grot)

## Familie Krabbé
- Hendrik Maarten Krabbé (Londen, 1868 – Amsterdam, 1931) – kunstschilder
  - Maarten Krabbé (Laren, 1908 – Amsterdam, 2005) – kunstschilder
    - Tim Krabbé (Amsterdam, 1943) – schrijver, schaker en wielrenner
    - Jeroen Krabbé (Amsterdam, 1944) – acteur, filmregisseur en kunstschilder
      - Martijn Krabbé (Amsterdam, 1968) – radio- en televisiepresentator
      - Jasper Krabbé (Amsterdam, 1970) – graffitischrijver en kunstschilder

    - Mirko Krabbé (Amsterdam, 1960) – beeldend kunstenaar en ontwerper

### Stamboom
|            |            |                |                |                |                | Hendrik Maarten Krabbé | Hendrik Maarten Krabbé | Hendrik Maarten Krabbé | Hendrik Maarten Krabbé | Hendrik Maarten Krabbé | Hendrik Maarten Krabbé |                |                | Miep Rust      | Miep Rust      | Miep Rust     | Miep Rust     | Miep Rust        | Miep Rust        |                  |                  |                  |                  |  |  |  |  |  |  |  |  |  |  |  |  |  |  |  |  |
|            |            |                |                |                |                | Hendrik Maarten Krabbé | Hendrik Maarten Krabbé | Hendrik Maarten Krabbé | Hendrik Maarten Krabbé | Hendrik Maarten Krabbé | Hendrik Maarten Krabbé |                |                | Miep Rust      | Miep Rust      | Miep Rust     | Miep Rust     | Miep Rust        | Miep Rust        |                  |                  |                  |                  |  |  |  |  |  |  |  |  |  |  |  |  |  |  |  |  |
|            |            |                |                |                |                |                        |                        |                        |                        |                        |                        |                |                |                |                |               |               |                  |                  |                  |                  |                  |                  |  |  |  |  |  |  |  |  |  |  |  |  |  |  |  |  |
|            |            | Margreet Reiss | Margreet Reiss | Margreet Reiss | Margreet Reiss | Margreet Reiss         | Margreet Reiss         |                        |                        | Maarten Krabbé         | Maarten Krabbé         | Maarten Krabbé | Maarten Krabbé | Maarten Krabbé | Maarten Krabbé |               |               | Helena Verschuur | Helena Verschuur | Helena Verschuur | Helena Verschuur | Helena Verschuur | Helena Verschuur |  |  |  |  |  |  |  |  |  |  |  |  |  |  |  |  |
|            |            | Margreet Reiss | Margreet Reiss | Margreet Reiss | Margreet Reiss | Margreet Reiss         | Margreet Reiss         |                        |                        | Maarten Krabbé         | Maarten Krabbé         | Maarten Krabbé | Maarten Krabbé | Maarten Krabbé | Maarten Krabbé |               |               | Helena Verschuur | Helena Verschuur | Helena Verschuur | Helena Verschuur | Helena Verschuur | Helena Verschuur |  |  |  |  |  |  |  |  |  |  |  |  |  |  |  |  |
|            |            |                |                |                |                |                        |                        |                        |                        |                        |                        |                |                |                |                |               |               |                  |                  |                  |                  |                  |                  |  |  |  |  |  |  |  |  |  |  |  |  |  |  |  |  |
|            |            |                |                |                |                |                        |                        |                        |                        |                        |                        |                |                |                |                |               |               |                  |                  |                  |                  |                  |                  |  |  |  |  |  |  |  |  |  |  |  |  |  |  |  |  |
| Tim Krabbé | Tim Krabbé | Tim Krabbé     | Tim Krabbé     | Tim Krabbé     | Tim Krabbé     |                        |                        | Jeroen Krabbé          | Jeroen Krabbé          | Jeroen Krabbé          | Jeroen Krabbé          | Jeroen Krabbé  | Jeroen Krabbé  |                |                | Mirko Krabbé  | Mirko Krabbé  | Mirko Krabbé     | Mirko Krabbé     | Mirko Krabbé     | Mirko Krabbé     |                  |                  |  |  |  |  |  |  |  |  |  |  |  |  |  |  |  |  |
| Tim Krabbé | Tim Krabbé | Tim Krabbé     | Tim Krabbé     | Tim Krabbé     | Tim Krabbé     |                        |                        | Jeroen Krabbé          | Jeroen Krabbé          | Jeroen Krabbé          | Jeroen Krabbé          | Jeroen Krabbé  | Jeroen Krabbé  |                |                | Mirko Krabbé  | Mirko Krabbé  | Mirko Krabbé     | Mirko Krabbé     | Mirko Krabbé     | Mirko Krabbé     |                  |                  |  |  |  |  |  |  |  |  |  |  |  |  |  |  |  |  |
|            |            |                |                |                |                |                        |                        |                        |                        |                        |                        |                |                |                |                |               |               |                  |                  |                  |                  |                  |                  |  |  |  |  |  |  |  |  |  |  |  |  |  |  |  |  |
|            |            |                |                | Martijn Krabbé | Martijn Krabbé | Martijn Krabbé         | Martijn Krabbé         | Martijn Krabbé         | Martijn Krabbé         |                        |                        | Jasper Krabbé  | Jasper Krabbé  | Jasper Krabbé  | Jasper Krabbé  | Jasper Krabbé | Jasper Krabbé |                  |                  |                  |                  |                  |                  |  |  |  |  |  |  |  |  |  |  |  |  |  |  |  |  |